# Gado pantaneiro
Pantaneiro, também denominado tucura ou cuiabano, é um bovídeo descendente do gado europeu introduzido no Brasil no início da colonização.

## História
Desde o descobrimento do Brasil, os portugueses trouxeram raças de gado de origem taurina que foram dispersadas no litoral do país e aos poucos foram se movendo para o interior, chegando até a região do pantanal. Neste bioma tiveram que se adaptar e sobreviver, desenvolvendo-se por séculos, resultado nos animais atuais. O gado ancestral que deu origem a esta raça e permitiu a criação bovina no interior do país provavelmente deu origem também as raças curraleiro pé-duro, caracu, gado franqueiro, crioulo lageano e o gado junqueira, pois são todos taurinos e com bastante semelhanças físicas. Tais animais provavelmente descendem de raças portuguesas do tipo aquitânico ou turdetano, representadas pela Alentejana (ou Transtagana), Galega (ou Minhota) e Mirandesa. É certo que não foram somente estas raças que participaram da formação, outras raças de gado do tronco ibérico podem ter contribuído, sendo possível que gado africano também tenham participado.
Historicamente foi a raça que forneceu aos soldados brasileiros na Guerra do Paraguai proteína para alimentação das tropas. Está em vias críticas de extinção, existindo cerca de 500 animais considerados puros da raça. Esta situação se deu devido ao fato de que diversos criadores daquela região foram trocando seus plantéis ao longo do tempo por animais de outra raças de maior tamanho (principalmente zebuínas), mas criadores iniciaram um trabalho de recuperação e preservação da raça para evitar sua extinção sendo criada uma associação para ajudar neste objetivo. A Embrapa, junto ao MAPA (Ministério da Agricultura, Pecuária e Abastecimento), tem auxiliado para conservação destes animais.

## Características
A raça é considerada de dupla aptidão para carne e leite, destacando-se por ser muito rústica, suportando não somente a seca, o calor e a estiagem, mas também o período de inundação que ocorre na região do pantanal todos os anos, além de ser adaptado ao ataque de insetos e possuir resistência a vermes. Por ter se desenvolvido no pantanal mato-grossense, se adapta bem a regiões com grande variação de temperatura ao longo do ano. É um bovino bem adaptado, seus cascos são extremamente duros e resistentes, com isto costuma ter menos problemas de doenças no casco, permitindo a eles explorar por mais tempo a vegetação do bioma que outras raças não adaptadas.
Sua carne é considerada macia, suculenta e saborosa, sendo muito apreciada por ter gordura entremeada na carne.
São animais baixos, contudo o porte menor da raça permite uma maior quantidade de animais por hectare comparada a raças maiores, ganhando vantagem em termos de peso total, além do que o porte menor é totalmente adequado a exploração do bioma do pantanal, diferente de raças de maior peso. Em termos de aparência, são animais com diversos tipos de cores e tonalidades de pelo incomuns a diversas outras raças de gado.

## Distribuição do plantel
Praticamente todos os animais estão concentrados na região do pantanal, Mato Grosso e Mato Grosso do Sul.

## Melhoramentos genéticos
Tem sido feito diversos estudos para se obter informações do plantel restante como ganho de peso, produção de leite, etc. Com isto já se percebeu alguns animais que possuem maior potencial para o ganho de leite e de carne que poderão ser usados em programas de cruzamento para melhoramento das características raciais. O Pantaneiro, diferente de outras raças, não passou por melhoramentos genéticos ao longo do tempo, ficando a cargo a própria natureza escolher os melhores animais. Porém os criadores da raça estão dispostos a melhorá-la através de estudos e mapeamento genético e o uso de programas de cruzamentos bem planejados.

## Valor genético
A raça tem despertado bastante interesse pelo fato de ser adaptada a regiões alagáveis do pantanal. O longo processo de seleção natural pelo qual passaram esses bovinos lhes permitiu adaptar-se ao ambiente peculiar do Pantanal, suportando condições climáticas e hidrológicas extremas, caracterizadas por elevadas temperaturas no verão (com máximas absolutas ultrapassando 40°C) e alternância entre períodos secos e enchentes consideráveis. Algumas das características da adaptação adquiridas pelo gado Pantaneiro relacionam-se à grande rusticidade, destacando-se a resistência à escassez de alimentos e a certas doenças.